# Beatae Mariae Virginis (Ehringsdorf)

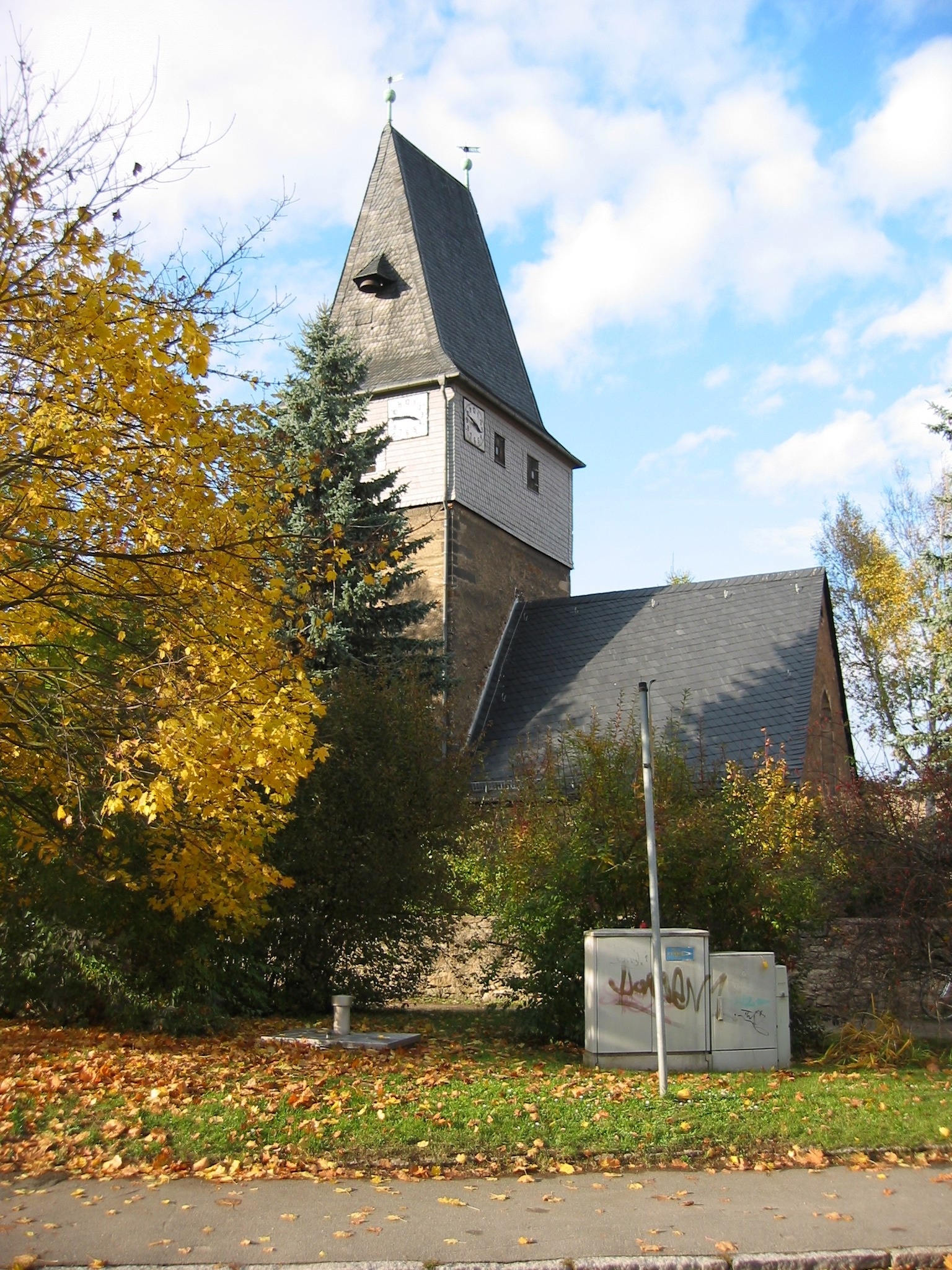
Kirche Ehringsdorf

Die evangelische Dorfkirche Beatae Mariae Virginis (eigentlich: Ecclesia beatae Mariae virginis ‚Kirche der seligen Jungfrau Maria‘), auch Marienkirche genannt, steht im Stadtteil Ehringsdorf auf dem Dorfanger der kreisfreien Stadt Weimar in Thüringen. Sie gehört zur Kirchengemeinde Oberweimar-Ehringsdorf im Kirchenkreis Weimar der Evangelischen Kirche in Mitteldeutschland.

## Geschichte
Der Vorgängerbau ist vermutlich spätestens im 14. Jahrhundert erbaut worden, worauf die schmalen Fenster in der Ostwand und die Sakramentsnische im Chor hinweisen. Nachdem dieser im 16. Jahrhundert einem Brand zum Opfer fiel, entstand die heutige Kirche. Sie ist von einer Mauer umgeben. Der Kirchturm besitzt ein Satteldach. Nach Osten und Westen schließen Chor und Langhaus in gleicher Breite mit Satteldächern an.
Seit dem 18. Jahrhundert ist die Eingangstür an der Südseite. Dahinter steht das Kruzifix aus dem 15. Jahrhundert aus Sandstein eingemauert. In der Kirche stehen ferner Grabsteine aus den Jahren 1590 und 1599 der Frauen des damaligen Grundherren aus Ehringsdorf Veit Christian Brück (eine von ihnen eine Enkeltochter Lukas Cranachs) und ein Epitaph für den Geheimen Rat Volkmar Heinze und seine Frau aus dem Jahre 1694.
Im Jahre 1908 wurde das Langhaus gen Westen verlängert und eine pneumatische Orgel eingebaut. Danach folgte die Ausmalung des Hauses.
Im Chor steht ein schmuckloser Kanzelbau. Holztafelgemälde mit acht Aposteln sind eingebaut.
Die Wetterfahne trägt die Jahreszahl 1929. Damals wurde der Kirchturm wohl mit Schiefer gedeckt.
1987 wurde die Kirche renoviert und ausgemalt. 2006 folgte die gleiche Prozedur und der Fußboden wurde erneuert.